# Himalopsyche kuldschensis
Himalopsyche kuldschensis är en nattsländeart som först beskrevs av Georg Ulmer 1927.  Himalopsyche kuldschensis ingår i släktet Himalopsyche och familjen rovnattsländor. Inga underarter finns listade i Catalogue of Life.